# Arenshausen
Arenshausen é um município da Alemanha localizado no distrito de Eichsfeld, estado da Turíngia.  Pertence ao Verwaltungsgemeinschaft de Hanstein-Rusteberg.

## Demografia
Evolução da população (em 31 de dezembro de cada ano):
| - 1994 - 1039 - 1995 - 1039 - 1996 - 1049 - 1997 - 1067 - 1998 - 1057 | - 1999 - 1053 - 2000 - 1040 - 2001 - 1034 - 2002 - 1026 - 2003 - 1020 | - 2004 - 1025 - 2007 - 999 - 2008 - 1002 |

Fonte: Thüringer Landesamt für Statistik